# Bukowinaer Post
Die Bukowinaer Post und die Bukowinaer Rundschau waren eine österreichische Zeitung, die in Czernowitz erschienen. Die Bukowinaer Post erschien zwischen 1893 und 1914 dreimal wöchentlich, Herausgeber und leitender Redakteur war Moriz Stekel. Die Bukowinaer Rundschau erschien zwischen 1882 und 1893 zwei- bis dreimal pro Woche und danach bis 1907 täglich im Verlag von Hermann Czopp.
Die Bukowinaer Rundschau wurde von ihrem Herausgeber Hermann Czopp in der eigenen Druckerei hergestellt. In einem Konkurrenzverhältnis stand die Bukowinaer Post lange Zeit zur Czernowitzer Zeitung. Vor der Gründung der großen Tageszeitungen Czernowitzer Tagblatt, Czernowitzer Allgemeine Zeitung und Czernowitzer Morgenblatt war sie das führende Lokalblatt. Politisch stand sie der deutsch-liberalen Partei nahe.